# راجرز (آرکانزاس)
راجرز (آرکانزاس) (به انگلیسی: Rogers, Arkansas) یک شهر در ایالات متحده آمریکا با جمعیت ۵۷٬۵۳۹ نفر است که در شهرستان بنتون واقع شده‌است.

## موقعیت جغرافیایی
موقعیت جغرافیایی شهرها و مناطق اطراف به شرح زیر است: